# Григор Начович
Григор Димитров Начович (известен и като Григор Начевич, а също и като Григорий Начевич през руски ез.) е български политик и дипломат.
Първоначално е сред водачите на Консервативната партия, по-късно участва в правителства с противоположна политическа ориентация като тези на Стефан Стамболов, Константин Стоилов и Тодор Иванчов.

## Биография

### Младежки години
Григор Начович е роден на 22 януари 1845 година в семейството на заможен търговец в Свищов. Учи в гръцкото училище в Свищов, френския католически колеж в Константинопол (кв. Бебек), Търговското училище във Виена, Висшата финансова школа в Париж. След като завършва политикономия в Париж, става търговец в Свищов, където през 1866 г. оглавява тайния революционен комитет.
След преминаването на четата на Филип Тотю в България през 1867 година Начович е принуден да замине за Букурещ, опасявайки се от преследване от властите. Там работи заедно с Българската добродетелна дружина и подпомага заминаването на доброволци за Втората българска легия в Белград. През 1868 година заминава за Виена, където работи в местния клон на търговската компания на баща си. Основава книжовното дружество „Напредък“ и пише за френски и германски вестници по време на Априлското въстание. Сътрудник на списание „Летоструй“.
От началото на Сръбско-турската война през 1876 година организира изпращане на български доброволци, а през Руско-турската война през 1877 – 1878 г. придружава руския генерален щаб. Редактор е на вестник „Марица“ в Пловдив.

### 1878 – 1884 г.
След Освобождението Начович е сред водачите на Консервативната партия, като заема последователно длъжностите министър на финансите в първото българско правителство (1879 и 1882 – 1883 г.), министър на външните работи и изповеданията (1879 – 1880), помощник-кмет на София (1880 – 1881), министър на вътрешните работи (1882).
Член е на създадения по време на Режима на пълномощията Държавен съвет (1881 – 1883). Народен представител в III ОНС.
В края на Режима на пълномощията е финансов министър в коалиционното правителство на Драган Цанков (1883 – 1884).
През 1882 година става дописен, а през 1884 година – редовен член на Българското книжовно дружество, днес Българска академия на науките.

### 1885 – 1920 г.
През 1885 година Начович е назначен за дипломатически агент на България в Букурещ и официално остава на този пост до 1886 година.
След детронирането на княз Александър I Батенберг се връща в България и е външен и финансов министър в няколко правителства (1886 – 1888). Между 1889 и 1891 година е представител на България във Виена, след което отново е финансов и външен министър (1891 – 1892 и 1894 – 1896). От 1 октомври 1896 до 7 април 1897 година официално е кмет на София, но на практика функциите се изпълняват от помощника му Димитър Ножаров. За последен път участва в правителството като министър на търговията и земеделието (1899 – 1900).
От 1903 до 1906 година е дипломатически представител в Константинопол. Договаря и подписва спогодбата с Турция от март 1904 г. През 1908 година пише в близкия до Народната партия вестник „Реч“. Участва и в преговорите по сключването на Лондонския договор през 1913 година.
Григор Начович умира в София на 4 януари 1920 година.

## Памет
На негово име има кръстена улица в гр. София – ул. „Григор Начевич“ (Карта). Част от архивите му се съхраняват във фонд № 14 на Българския исторически архив в Националната библиотека „Св. св. Кирил и Методий“.